# Ladies of the Road
Ladies of the Road è un album dal vivo del gruppo musicale britannico King Crimson, pubblicato nel 2002 dalla Discipline Global Mobile.

## Il disco
Il primo disco consiste di registrazioni risalenti al periodo 1971 - 1972, mentre il secondo disco vede alcune registrazioni del pezzo "21st Century Schizoid Man" edite insieme per formare una versione estesa del singolo, lunga 54 minuti.

## Tracce
CD 1
1. "Pictures of a City" (Robert Fripp, Peter Sinfield) - 8:46
contiene:
  - "42nd at Treadmill"

Dal disco Live at Summit Studios
2. "The Letters" (Fripp, Sinfield) - 4:42
Dal disco Live at Plymouth Guildhall
3. "Formentera Lady" (Fripp, Sinfield) - 6:41
Abridged, from the album Live in Detroit, MI
4. "The Sailor's Tale" (Fripp) - 5:43
Abridged, from the album Live in Detroit, MI
5. "Cirkus" (Fripp, Sinfield) - 7:58
contiene:
  - "Entry of the Chameleons"

Dal disco Live in Detroit, MI
6. "Groon" (Fripp) - 6:52
Abridged, from the album Live at Summit Studios
7. "Get Thy Bearings" (Donovan Leitch) - 8:33
Dal disco Live at Plymouth Guildhall
8. "21st Century Schizoid Man" (Fripp, Michael Giles, Greg Lake, Ian McDonald, Sinfield) - 8:57
contiene:
  - "Mirrors"

From the King Crimson Collectors Club album Live at Summit Studios
9. "The Court of the Crimson King" (McDonald, Sinfield) - 0:48
Dal disco Live in Detroit, MI

CD 2
1. "21st Century Schizoid Man" (Fripp, Giles, Lake, McDonald, Sinfield) - 1:44
contiene:
  - "Mirrors"

Registrato a Baseball Park, Jacksonville - February 26, 1972
2. "Schizoid Men" (edit 1) (Boz Burrell, Mel Collins, Fripp, Ian Wallace) - 4:46
Recorded at Baseball Park, Jacksonville - February 26, 1972
3. "Schizoid Men" (edit 2) (Burrell, Collins, Fripp, Wallace) - 3:12
4. "Schizoid Men" (edit 3) (Burrell, Collins, Fripp, Wallace) - 5:15
5. "Schizoid Men" (edit 4) (Burrell, Collins, Fripp, Wallace) - 6:22
Registrato a Armoury, Wilmington - February 11, 1972
6. "Schizoid Men" (edit 5) (Burrell, Collins, Fripp, Wallace) - 3:56
7. "Schizoid Men" (edit 6) (Burrell, Collins, Fripp, Wallace) - 5:13
8. "Schizoid Men" (edit 7) (Burrell, Collins, Fripp, Wallace) - 3:18
9. "Schizoid Men" (edit 8) (Burrell, Collins, Fripp, Wallace) - 5:01
10. "Schizoid Men" (edit 9) (Burrell, Collins, Fripp, Wallace) - 3:23
11. "Schizoid Men" (edit 10) (Burrell, Collins, Fripp, Wallace) - 11:42

## Formazione
- Robert Fripp - chitarra, mellotron
- Boz Burrell - basso, voce
- Mel Collins - sassofono, flauto, mellotron
- Ian Wallace - batteria
- Peter Sinfield - testi, luci